# Closterocerus phytomyzae
Closterocerus phytomyzae är en stekelart som beskrevs av Mani 1971. Closterocerus phytomyzae ingår i släktet Closterocerus och familjen finglanssteklar. Inga underarter finns listade i Catalogue of Life.